# Richard Spaight Donnell

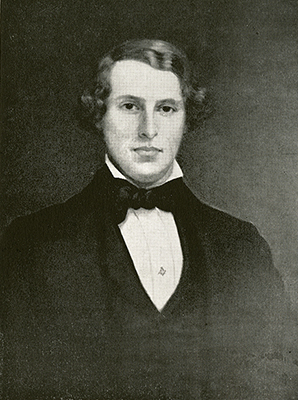
Richard Spaight Donnell

Richard Spaight Donnell (* 20. September 1820 in New Bern, North Carolina; † 3. Juni 1867 ebenda) war ein US-amerikanischer Politiker. Zwischen 1847 und 1849 vertrat er den Bundesstaat North Carolina im US-Repräsentantenhaus.

## Werdegang
Richard Spaight Donnell war ein Enkel des Kongressabgeordneten und Gouverneurs Richard Spaight (1758–1802). Er besuchte die New Bern Academy und studierte danach am Yale College sowie bis 1839 an der University of North Carolina in Chapel Hill. Nach einem Jurastudium und seiner 1840 erfolgten Zulassung als Rechtsanwalt begann er in New Bern in diesem Beruf zu arbeiten.
Politisch schloss sich Donnell der Whig Party an. Bei den Kongresswahlen des Jahres 1846 wurde er im achten Wahlbezirk von North Carolina in das US-Repräsentantenhaus in Washington, D.C. gewählt, wo er am 4. März 1847 die Nachfolge von Henry Selby Clark antrat. Da er im Jahr 1848 auf eine erneute Kandidatur verzichtete, konnte er bis zum 3. März 1849 nur eine Legislaturperiode im Kongress absolvieren. Diese war von den Ereignissen des Mexikanisch-Amerikanischen Krieges geprägt.
Nach seinem Ausscheiden aus dem US-Repräsentantenhaus praktizierte Donnell als Anwalt in Washington (North Carolina). Im Jahr 1861 war er Delegierter auf der Versammlung, auf der der Austritt seines Staates aus der Union beschlossen wurde. In den Jahren 1862 und 1864 war er Abgeordneter im Repräsentantenhaus von North Carolina und dessen Präsident. 1865 nahm Donnell als Delegierter an einer Versammlung zur Überarbeitung der Staatsverfassung teil. Er starb am 3. Juni 1867 in New Bern.